# Paradocus kenyensis
Paradocus kenyensis là một loài bọ cánh cứng trong họ Cerambycidae.